# Walter Hugelshofer
Walter Hugelshofer, né le 1er avril 1899 à Bâle, mort le 18 octobre 1987 à Zollikon, est un historien de l'art.

## Biographie
Walter Hugelshofer, né le 1er avril 1899 à Bâle, est diplômé en 1926 d'un doctorat à l'université de Zurich.
Historien de l'art indépendant à Zurich, il est l'auteur d'études et de monographies sur la peinture allemande ancienne et sur l'art suisse du XVIe au XXe s.
Walter Hugelshofer meurt le 18 octobre 1987 à Zollikon.